# Kimmo Pohjonen

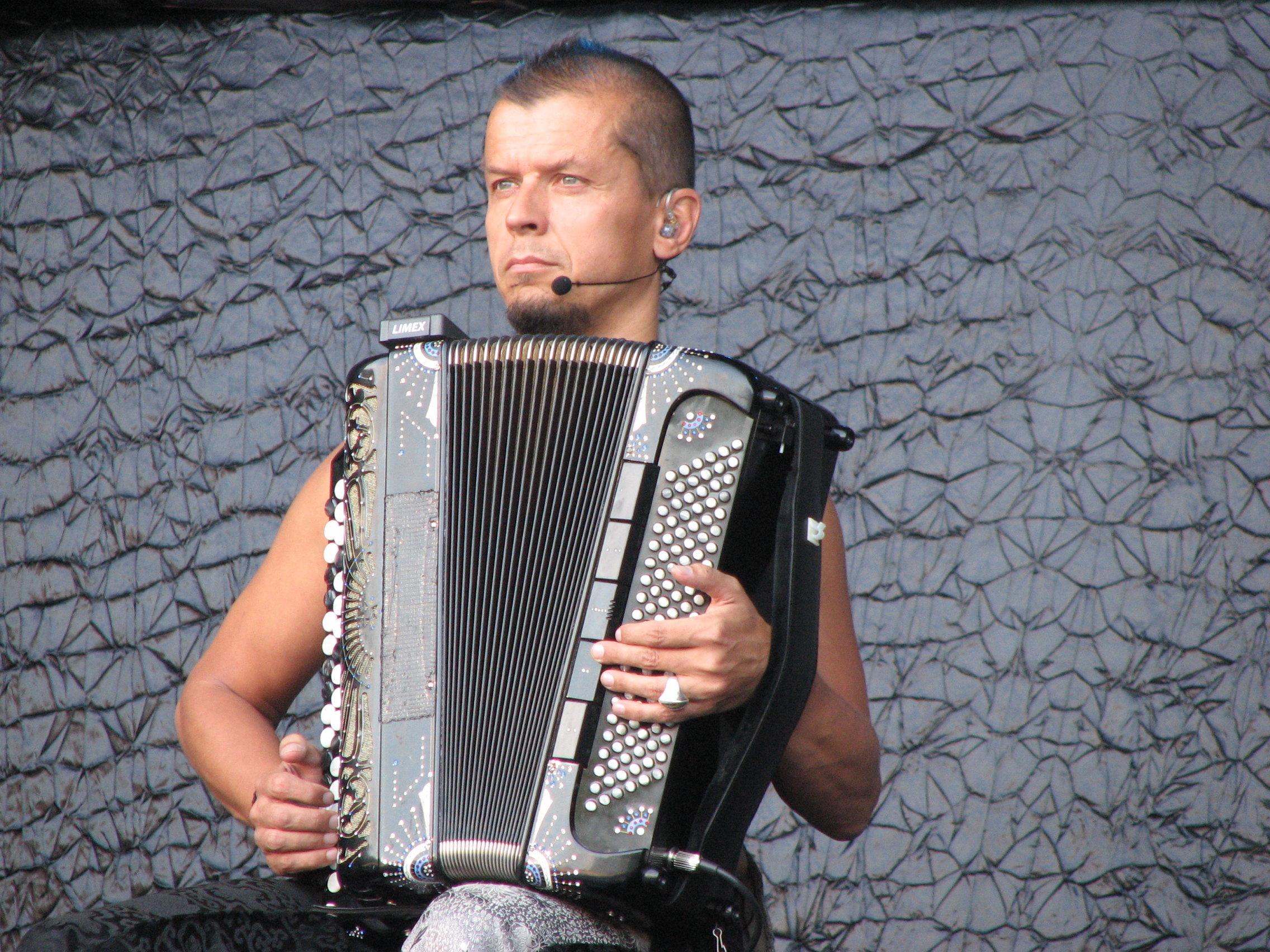
Kimmo Pohjonen. Photographe : Ave Maria Mõistlik.

Kimmo Pohjoinen (né le 16 août 1964 à Viiala) est un accordéoniste finlandais qui a révolutionné la pratique de l'accordéon avec ses accordéons modifiés et électrifiés. Il a su « s’aventurer vers une fusion inédite entre trad, électro, jazz et rock » et « s’est imposé comme un ovni essentiel au royaume des musiques expérimentales, ensauvageant son folklore à moins que cela ne soit le contraire. ».

## Discographie
- 1999 Kielo (Finland : Rockadillo, Japan : P Vine)
- 2002 Kluster (Finland : Rockadillo, Germany : Westpark)
- 2002 Kalmuk (Westpark)
- 2002 Kalmuk DVD Symphony (Lilith)
- 2004 Iron Lung (Russie : : Soyuz)
- 2005 Kimmo Pohjonen and Éric Échampard – Uumen (Finland: Rockadillo, Germany: Westpark)
- 2005 KTU – 8 Armed Monkey (Finland: Rockadillo, Germany: Westpark, North America: Thirsty Ear, Japan: Besection)
- 2009 KTU – Quiver (Finland and Europe: Rockadillo and Westpark Music, Japan: Disk Union, America: 7dMedia)
- 2011 Kimmo Pohjonen, Samuli Kosminen and Kronos Quartet - Uniko (Ondine Records)
- 2011 Kimmo Pohjonen, Samuli Kosminen and Kronos Quartet - Uniko DVD (CMajor)
- 2012 Heikki Laitinen, Kimmo Pohjonen - Murhaballadeja / Murder Ballads CD (SiBa)

## Festivals
- 2000 : M.I.M.I[4]
- 2002 : Meltdown Festival
- 2008 : Villette Sonique
- 2013 : Le Grand Soufflet

## Filmographie partielle
- 1999 : Les Gros Durs de Aleksi Mäkelä[5]
- 2006 : Le Guerrier de jade de Antti-Jussi Annila